# ジェルマ・コロン
ジェルマ・コロン・イ・ドメネク（カタルーニャ語: Germà Colón i Doménech、1928年11月30日 - 2020年3月22日）は、スペイン・カステリョン県カステリョン・デ・ラ・プラナ出身の言語学者。専門はロマンス諸語とカタルーニャ語語彙論。スイスのバーゼル大学教授。

## 経歴
1928年11月30日、バレンシア地方のカステリョン県カステリョン・デ・ラ・プラナに生まれた。バルセロナのバルセロナ大学でロマンス諸語を学び、アントニ・マリーア・バディア・イ・マルガリットやマルティ・ダ・リケールなどの著名な言語学者らの指導を受けた。1951年にバルセロナ大学を卒業すると、1952年には弁証法に関する論文を発表し、マドリード大学で博士号(PhD)を取得した。
その後、奨学金を得てベルギーのルーヴェンやスイスのチューリヒを訪れた。スイス人言語学者であるヴァルター・フォン・ヴァルトブルクはコロンをバーゼル大学のスペイン語講師として推薦し、コロンはスイスにとどまることとなった。1967年にはバーゼル大学の正教授に昇進し、1997年には名誉教授となっている。1968年から1972年にはフランスのストラスブール大学でも、1973年から1974年にはスペインのバルセロナ自治大学でも教えている。1976年から1982年には国際カタルーニャ語・カタルーニャ文学協会の会長を務め、その後も名誉顧問を務めた。カタルーニャ研究院の会員だった。王立バルセロナ文学アカデミーの会員となり、ラモン・リュイ著作集出版委員会の会員でもあった。
2010年には故郷のカステリョン・デ・ラ・プラナにあるジャウメ1世大学に対して、20,000冊以上の蔵書を寄贈した。2020年3月22日、バルセロナの自宅で死去した。91歳だった。コロンは数年前から呼吸器系の問題を抱えており、死因は2019新型コロナウイルス感染症(COVID-19)と報じられている。

## 受賞
- 1979年 カタルーニャ研究院（英語版） プラット・ダ・ラ・リバ賞
- 1981年 セラ・ドール賞
- 1985年 サン・ジョルディ十字勲章
- 1987年 ジャウメ1世財団 サンチス・グアルネル賞
- 1987年 カタルーニャ州政府 文学賞
- 1988年 バレンシア語文学賞（スペイン語版）
- 1999年 賢王アルフォンソ10世勲章（英語版）

## 名誉学位
- 1984年 - バレンシア大学
- 1990年 - アリカンテ大学
- 2003年 - ジャウメ1世大学
- 2003年 - バルセロナ自治大学